# Tercer espacio
Se llama tercer espacio al espacio que se encuentra entre las células, para distinguirlo del intracelular, que está dentro de las células y del espacio intravascular que corresponde al interior de los vasos sanguíneos y linfáticos. Se produce después de un traumatismo o de isquemia y representa el secuestro del líquido extracelular.